# Сергиенко, Эдуард Владимирович
Эдуа́рд Влади́мирович Сергие́нко (укр. Едуард Володимирович Сергієнко; род. 18 февраля 1983, Харцызск, Донецкая область) — казахстанский футболист, полузащитник. Выступал за сборную Казахстана.

## Карьера

### Клубная
Воспитанник донецкого футбола. Начинал играть в фарм-клубе команды Высшей лиги Украины «Шахтёр».
С 2002 по 2007 выступал в Казахстане за клубы «Каспий», «Ордабасы», «Астана-1964», «Шахтёр» и «Атырау».
В 2009 году был игроком белорусского «Гомеля», ещё через год российского клуба «Нижний Новгород».
В 2011 вернулся в Казахстан, где защищал цвета павлодарского «Иртыша».
А в январе следующего года на 4 сезона стал игроком команды «Тараз».
В начале 2016 года пришёл в уральский «Акжайык».
17 июня 2017 года подписал контракт с «Атырау». Через год стал капитаном команды. Дважды за два сезона выходил с клубом в финалы Кубка Казахстана, но оба раза проиграли алматинскому «Кайрату» с одинаковым минимальным счётом (0:1) в 2017 и 2018 году.

## Достижения
«Астана-1964»
- Чемпион Казахстана: 2006
- Обладатель Кубка Казахстана: 2005

«Атырау»
- Финалист Кубка Казахстана (2): 2017, 2018